# Custodia Credit
Custodia Credit, svenskt kreditmarknadsbolag som tidigare hade tillstånd att ta emot inlåning från allmänheten. Custodias affärsidé, som möjliggjordes efter en avreglering 2004, gick i huvudsak ut på att erbjuda privatpersoner högre ränta på insatta pengar än vad de större svenska bankerna gjorde, samt att låna ut dessa pengar till låntagare med högre risk än många andra långivare accepterade. Under sin existens tillämpade Custodia periodvis insättningsstopp.
Den 27 januari 2006 återkallades Finansinspektionen Custodias tillstånd då inspektionen funnit allvarliga brister i hanteringen av kreditgivningen samt bristande intern styrning och kontroll, och gav bolaget ett halvår på sig att avveckla verksamheten. Genom att överklaga Finansinspektionens beslut till länsrätten i Stockholm återfick Custodia tillfälligt sitt tillstånd, vilket ledde till att insättarna, trots att Custodia i de flesta fall inte betalade ut deras pengar, inte kunde få pengar från den statliga insättningsgarantin, vilket ledde till omfattande kritik mot gällande regelverk och förslag om lagändring. Bolaget försattes några månader senare i konkurs, varefter insättningsgarantin kunde träda i kraft. Först i början av 2007 hade de drygt 1 200 berörda tidigare Custodia-kunderna fått sina pengar utbetalda av Insättningsgarantinämnden. Ca 500 sparare förlorade dock ungefär 100 milj. som inte täcktes av Insättningsgarantinämnden. Det var sparare med bundet sparande eller som hade mer än 250 000 kr på icke bundet sparande. I förvaltarberättelse enligt konkurslagen kan man läsa mer om konkursen.